# Стражи Галактики (фильм)
«Стра́жи Гала́ктики» (англ. Guardians of the Galaxy) — американский художественный фильм 2014 года режиссёра Джеймса Ганна. Сценарий написали Ганн и Николь Перлман по комиксам Marvel о приключениях команды супергероев Стражей Галактики 2008 года. Десятый фильм медиафраншизы «Кинематографическая вселенная Marvel» (КВМ) и четвёртый во Второй фазе. Главные роли сыграли Крис Прэтт, Зои Салдана, Дейв Батиста, Вин Дизель и Брэдли Купер. По сюжету Питер Квилл и группа внеземных преступников пускаются в бега после кражи могущественного артефакта.
Перлман начала писать сценарий в 2009 году. Фильм перешёл к стадии активной разработки в 2012 году. В сентябре того же года Ганну предложили поработать над сценарием и стать режиссёром. В феврале 2013 года Прэтта утвердили на роль Питера Квилла / Звёздного Лорда. Съёмки проводились с июля по октябрь 2013 года в павильонах британской киностудии «Шеппертон». Музыку к фильму написал Тайлер Бэйтс. Также в саундтрек вошло несколько популярных песен 1960-х и 1970-х годов, подобранных самим Ганном. Пост-продакшн завершился 7 июля 2014 года.
Премьера кинокомикса состоялась 21 июля 2014 года в голливудском кинотеатре «Долби». В США картина вышла 1 августа. Фильм вызвал благоприятные отзывы критиков. Они хвалили сценарий, режиссуру, игру актёров, юмор, саундтрек, визуальные эффекты и экшн-сцены. Лента собрала в прокате свыше 770 миллионов долларов и стала третьим кассовым фильмом 2014 года. Фильм получил две номинации на премию «Оскар».

## Сюжет
В 1988 году, в Миссури, после смерти матери, мальчика по имени Питер Квилл похищает с Земли космический корабль Опустошителей во главе с Йонду Удонтой. В 2014 году Квилл прилетает на планету Мораг и крадёт Сферу. Забрав артефакт, Квилл попадает в окружение Кората и солдат расы Крии, служащих под командованием Ронана Обвинителя. Квилл сбегает с планеты со Сферой. Узнав о краже артефакта, Йонду назначает награду за поимку Квилла. Тем временем Ронан посылает убийцу Гамору украсть Сферу.
На Ксандаре, столице Империи Нова, Квилл пытается продать Сферу. Он встречает Гамору и она крадёт у него Сферу. Завязывается схватка, в которую вмешивается пара охотников за головами: генетически модифицированный енот Ракета и древообразный гуманоид Грут. Офицеры Корпуса Нова арестовывают всю четвёрку и заключают в тюрьму «Килн». В тюрьме заключённый Дракс Разрушитель пытается убить Гамору за то, что ранее Ронан убил всю его семью. Квилл убеждает Дракса, что Гамора может помочь ему добраться до Ронана. Гамора признаётся, что предала Ронана и намерена продать сферу своему покупателю. Квилл, Гамора, Ракета, Грут и Дракс устраивают побег из тюрьмы и улетают на корабле Квилла, «Милано».
Разъярённый Ронан встречается с приёмным отцом Гаморы, Таносом, чтобы обсудить её предательство. Ронан убивает визиря Таноса, Другого, но Танос обвиняет Ронана в предательстве Гаморы и отправляет с ним приёмную сестру Гаморы — Небулу. Квилл и его союзники прилетают на Забвение, шахтёрскую колонию, построенную внутри гигантской отрубленной головы Целестиала. Опьяневший Дракс вызывает Ронана, пока остальные знакомятся с покупателем Гаморы — Танелииром Тиваном / Коллекционнером. Тиван вскрывает Сферу и рассказывает всем, что внутри неё был спрятан один из Камней Бесконечности — Камень Силы, нестабильный артефакт, подконтрольный только высшим существам Вселенной. Тиван готовится заплатить героям, но его слуга Карина внезапно хватает Камень. Происходит взрыв, который уничтожает архив Тивана вместе с Кариной. На Забвение прилетает Ронан вместе со своей армией и Дракс вступает в битву с ним, пока остальные улетают на капсулах. Ронан побеждает Дракса и топит его, однако Дракса спасает Грут. Тем временем Небула уничтожает капсулу Гаморы, оставляя её в открытом космосе. Ронан забирает Сферу и вместе с Небулой покидает Забвение.
Квилл сообщает Йонду свои координаты и выходит в космос спасать Гамору. Йонду прибывает и забирает пару. Ракета, Дракс и Грут пытаются уничтожить корабль Йонду, чтобы спасти Квилла и Гамору, но Квилл договаривается о перемирии, обещая отдать Сферу Йонду. Группа Квилла соглашается с тем, что битва с Ронаном означает верную смерть, но все соглашаются с тем, что галактика погибнет, если Камень будет у Ронана. На флагмане «Чёрная астра» Ронан связывается с Таносом и сообщает, что Сфера у него, однако затем вставляет Камень в свой боевой молот и завладев силой Камня, намеревается уничтожить Ксандар и заявляет, что после Ксандара он придёт за Таносом. Небула предаёт Таноса и соглашается помочь Ронану.
На Ксандаре Опустошители и группа Квилла помогают Корпусу Нова противостоять силам «Чёрной Астры». Группа Квилла прорывается внутрь корабля на «Милано», однако Ронан уничтожает флот Корпуса Нова силой Камня. Дракс убивает Кората, а Гамора побеждает Небулу, причём последняя скрывается; группа героев остаётся в меньшинстве и Ронан пытается их убить, но Ракета прорывается внутрь «Чёрной астры» на корабле Опустошителей и сбивает Ронана. «Чёрная астра» терпит крушение на Ксандаре, а Грут жертвует собой ради спасения героев. Ронан выбирается из обломков и начинает унижать героев, называя их «Стражами Галактики». Он готовится уничтожить Ксандар, но Квилл с помощью танца отвлекает его, позволяя Драксу и Ракете уничтожить его боевой молот. Квилл хватает Камень, после чего сила Камня начинает разрывать его на куски. Гамора, Дракс и Ракета последовательно хватаются за Квилла, разделяя энергию камня между собой. После этого Квилл, с помощью камня убивает Ронана, а Гамора помещает Камень в новую сферу.
Квилл обманом отдаёт сферу Йонду, якобы содержащую Камень, после чего Опустошители покидают Ксандар. Настоящий же Камень остаётся под защитой Корпуса Нова. Стражам снимают все судимости, при этом Квилл узнаёт, что он только наполовину человек, тогда как его отец принадлежит к древней инопланетной расе, что позволило ему дольше других контролировать Камень. Стражи улетают на отремонтированном «Милано», взяв с собой саженец Грута в горшке.
В сцене после титров Тиван сидит в своём уничтоженном архиве вместе с собакой-космонавтом Космо и антропоморфной уткой Говардом.

## В ролях
|  |
|  |
|  |
|  |
|  |
|  |
|  |
|  |

- Крис Прэтт — Питер Квилл / Звёздный Лорд:
Получеловек-полупришелец[8] и лидер команды «Стражи Галактики», который в 1988 году был похищен из Миссури и воспитан группой инопланетных воров и контрабандистов под названием Опустошители[9][10][11]. Прэтт описал своего персонажа следующим образом: «У него были трудные времена в детстве, и теперь он носится по космосу, целуется с горячими инопланетными девушками и просто является изгоем и немного придурком, но объединившись с этими парнями, находит для себя высшую цель»[12]. Он также добавил, что персонаж представляет собой смесь персонажей Хана Соло и Марти Макфлая[8]. Прэтт, известный в основном по ролям второго плана, в том числе Энди Дуайера в сериале «Парки и зоны отдыха», изначально отказался от роли. Прэтт похудел, чтобы изобразить худых персонажей в таких фильмах, как «Человек, который изменил всё» (2011) и «Цель номер один» (2012), и отказался играть главные роли в боевиках после неудачных проб на роли в фильмах «Звёздный путь» (2009) и «Аватар» (2009). Директор по кастингу Сара Финн предложила Джеймсу Ганну кандидатуру Прэтта, но тот отверг эту идею, несмотря на трудности с кастингом на эту роль. Несмотря на это, Финн организовала встречу между ними, и тогда Ганн сразу же убедился, что Прэтт идеально подходит на эту роль. Прэтт также покорил Кевина Файги, несмотря на то, что снова набрал вес для роли в фильме «Отец-молодец» (2013)[13]. До начала съёмок Прэтт придерживался строгой диеты и тренировок, чтобы похудеть на 60 фунтов (27 кг) за шесть месяцев[14]. Прэтт подписал контракт с Marvel на несколько фильмов[15] и получил временное освобождение от работы в сериале «Парки и зоны отдыха», чтобы принять участие в фильме[16]. Уайатт Олефф исполнил роль молодого Квилла[17].
- Зои Салдана — Гамора:
Сирота из чужого мира, ищущая искупления за свои прошлые преступления. Она была обучена приёмным отцом Таносом, чтобы стать его персональным наёмным убийцей[9][18][19]. Салдана рассказала, что для роли Гаморы она использовала грим, а не компьютерную графику (CGI) или технологию захвата движения[20]. Получив роль, Салдана заявила: «Я была взволнована тем, что Джеймс Ганн предложил мне присоединиться, да ещё и сыграть кого-то зелёного. До этого я была синей [в „Аватаре“]»[21]. Салдана описала Гамору как «...воина, убийцу, очень смертоносную, но то, что её спасает, в то же время может её и погубить. У неё есть чувство справедливости. Она очень справедливая личность»[8].
- Дейв Батиста — Дракс Разрушитель:
Воин, желающий отомстить Ронану Обвинителю за смерть своей семьи от его рук[18]. О своём отношении к этому персонажу, Батиста заявил: «Я могу сродниться с Драксом, что это даже не смешно. Просто простые вещи, которые нас объединяют. Такие простые вещи, как татуировки, трагедия — потому что, знаете, в моей жизни тоже было немного трагедии. Поэтому мне очень легко отталкиваться от этого». Батиста также сказал, что в Драксе было «много комического», при этом персонаж не знал об этом. Батиста заявил, что ему не пришлось долго готовиться к роли, потому что «к счастью для меня, я всю жизнь занимаюсь спортом и очень быстро адаптировался»[22]. На нанесение грима на Батисту уходило около четырёх часов, а его снятие занимало всего 90 минут[23]. На теле Дракса вместо простых татуировок из комиксов были нанесены различные шрамы, каждый из которых имеет свою историю. Кроме того, его цвет кожи был изменён с ярко-зелёного, как в комиксах, на более грязно-серый, чтобы избежать визуального сходства с Халком[24].
- Вин Дизель — Грут:
Древоподобный гуманоид[25] и сообщник Ракеты. После того как были проведены переговоры о съёмках в новом фильме Третьей фазы КВМ, Дизель заявил, что уже приступил к озвучиванию и съёмкам Грута[26][27][28]. Дизель также озвучил Грута на различных языках для нескольких зарубежных версий фильма[29]. Кристьян Годлевски исполнял роль персонажа на съёмочной площадке, но его актёрская игра не была использована в окончательном варианте фильма[30][31]. О персонаже, которого Ганн взял за основу своей собаки[32], он сказал: «В начале фильма все Стражи выглядят придурками, за исключением Грута. Он невинный. Он на сто процентов смертоносный и на сто процентов милый. Он втянут в жизнь Ракеты, правда». Ганн заявил, что на создание дизайна и движений Грута ушла «бо́льшая часть года»[33]. Ганн добавил: «То, как Вин Дизель говорит „Я есть Грут“, меня поразило. Все реплики „Я есть Грут“, которые были озвучены ранее, звучали не очень хорошо... Вин пришёл и за один день записал все эти реплики „Я есть Грут“, и он — перфекционист. Он вынудил меня объяснить ему с помощью реплики „Я есть Грут“, что именно он говорит... Было удивительно, когда мы впервые ввели этот голос, как сильно изменился персонаж и как сильно он повлиял на него»[34]. Говоря об ограниченности слов, используемых Грутом, Дизель отметил, что во многом это было «… самое сложное, о чём можно попросить актёра»[35]. Дизель нашёл эмоциональную ноту в своём выступлении, сославшись на смерть своего друга и коллеги по фильму «Форсаж 4» (2009) Пола Уокера: «Это было в декабре [2013 года], и я впервые вернулся к общению с людьми после того, как пережил смерть друга, поэтому играть персонажа, который радуется жизни так, как это делает Грут, было очень приятно»[36]. Ганн также заявил, что Грут способен расти[37].
- Брэдли Купер — Ракета:
Генетически модифицированный енот, являющийся охотником за головами, наёмником, мастером оружия и тактики боя[9][25][38][39]. Ганн работал с настоящими енотами, чтобы получить правильное представление о персонаже и убедиться, что это «не мультяшный герой», и заявил: «Это не Багз Банни в центре Мстителей, это настоящий, маленький, немного искалеченный одинокий зверёк. Во вселенной нет никого похожего на него, он был создан этими парнями, чтобы стать злобной боевой машиной»[40]. Исходя из того, что говорящий енот мог бы выглядеть немного глупо в супергеройском фильме, Ганн придумал для Ракеты трагическую историю происхождения, которая сделала его «самым грустным существом» во вселенной; эта предыстория была раскрыта в фильме «Стражи Галактики. Часть 3» (2023)[41]. Ганн также взял за основу персонажа самого себя[32]. Описывая Ракету в сравнении с остальными Стражами, Купер заявил: «Я думаю, Ракета динамичен. Он что-то вроде Джо Пеши из фильма „Славные парни“ (1990)»[42]. Купер озвучил Ракету, а Шон Ганн (младший брат Джеймса) исполнил роль персонажа на съёмочной площадке[43]. Джеймс Ганн сказал, что для роли Ракеты некоторые физические движения Купера, включая мимику и движения рук, были записаны как потенциальные ориентиры для аниматоров[44], хотя большая часть актёрской игры Шона Ганна используется на протяжении всего фильма[30]. Шон отметил, что они «как бы споткнулись» на процессе его появления на съёмочной площадке, поскольку «мы не были уверены, как будем создавать этого персонажа». Этот же процесс использовался и для всех последующих появлений Ракеты[45]. Перед тем, как Купер получил роль, Джеймс Ганн сказал, что найти голос для Ракеты было непросто, и что он искал кого-то, кто смог бы сбалансировать «быструю речь Ракеты, но при этом быть смешным, потому что он действительно смешной. Но при этом у него должно быть сердце, которое есть у Ракеты. Ведь с Ракетой происходят довольно драматичные сцены»[46].
- Ли Пейс — Ронан Обвинитель:
Фанатик и военачальник расы Крии, который соглашается достать Сферу для безумного титана Таноса в обмен на уничтожение его врагов на планете Ксандар. При этом Ронан и его армия Сакаара[47] охотятся на Стражей после того, когда они срывают ему планы[9][48]. Описывая Ронана, Ганн заявил: «Он — главный злодей, и он действительно извращённый парень, в этом фильме он очень религиозен. У него очень больное и извращённое представление о морали; сила — это добродетель, а слабость — грех, и именно этим он живёт, и я думаю, что он очень пугает своими убеждениями, которые для него реальны»[49]. Пейс, который первоначально прослушивался на роль Питера Квилла[50], описал Ронана как «психопата» и «монстра»[51].
- Майкл Рукер — Йонду Удонта:
Синекожий бандит, лидер Опустошителей и приёмный отец для Квилла[9][52]. Йонду помогает Квиллу украсть Сферу, но Квилл предаёт его, из-за чего Йонду и Опустошители в дальнейшем начинают преследовать Стражей. По словам Рукера, у его персонажа есть «несколько интересных проблем — он не хороший и не плохой парень. У Йонду есть надежда и сердце». Ганн создал киноверсию персонажа, ориентируясь именно на Рукера, позаимствовав из комиксов его ирокез и использование Яка стрелы, управляемой свистом. Рукер согласился на роль, как только узнал, что его роль в сериале «Ходячие мертвецы» вскоре закончится[53]. Грим Рукера занимал около четырёх часов[54].
- Карен Гиллан — Небула:
Приёмная дочь Таноса, и приёмная сестра Гаморы, являющаяся верным союзником Ронана и Таноса[9][11]. Описывая своего персонажа, Гиллан заявила: «Она — злодейка в фильме… Она очень садистская и злая, но мне хочется думать, что по очень веской причине»[55]. Она также добавила: «Я думаю, что она действительно интересный персонаж. Мне нравится обыгрывать то, насколько она ревнива. Она — сестра Гаморы, и в ней много соперничества с ней. Для меня это самый интересный аспект, потому что ревность может поглотить вас и сделать злым и уродливым. К тому же она абсолютная садистка, так что это тоже весело»[56]. Ганн и Гиллан работали над созданием голоса Небулы как над пародией на голоса Мэрилин Монро и Клинта Иствуда одновременно[57]. Гиллан изучала древних спартанцев, сбрила волосы и два месяца тренировалась ради роли[56][58]. На нанесение грима на актрису уходило около четырёх с половиной часов[56].
- Джимон Хонсу — Корат Преследователь:
Союзник Ронана из расы Крии[47] и опасный межгалактический охотник[9]. О том, почему он согласился на эту роль, Хонсу сказал: «У меня есть четырёхлетний сын, который обожает супергероев — от Человека-паука до Железного человека и Бэтмена. У него есть все костюмы. Однажды он посмотрел на меня и сказал: „Папа, я хочу быть светлокожим, чтобы быть Человеком-пауком. У Человека-паука светлая кожа“. Это был своего рода шок. Вот почему я рад стать частью вселенной Marvel, и надеюсь внести разнообразие в роль супергероя»[59].
- Джон Кристофер Райли — Романн Дей:
Санитар в Корпусе Нова, военно-полицейских силах Империи Нова[9][60].
- Гленн Клоуз — Ирани Раэль / Нова Прайм[исп.]:
Лидер Корпуса Нова, чья миссия заключается в защите граждан Империи Нова и поддержании мира[9][61][62]. Клоуз заявила, что «всегда хотела сняться в подобном фильме», и что ей было бы «интереснее всего сыграть кого-то вроде Джуди Денч [в роли М] или Сэмюэла Л. Джексона [в роли Ника Фьюри]»[63]. По её словам, она согласилась на эту роль, потому что «любит делать что-то необычное» и хочет показать, что «всегда была готова ко всему»[64]. Она также заявила, что в её контракте прописано «несколько» фильмов, и что она готова работать над другими фильмами Marvel Studios в дополнение к возвращению в сиквелах о Стражах[63].
- Бенисио Дель Торо — Танелиир Тиван / Коллекционер:
Одержимый хранитель крупнейшей в галактике коллекции межзвёздной фауны, реликвий и видов, работающий на Забвении[9][61][65]. Описывая игру дель Торо, Ганн заявил: «Он похож на Либераче из космоса. Так написано в сценарии, и он как бы это делает»[44]. О том, как воплотить персонажа в жизнь, дель Торо отметил: «Джеймс [Ганн] хотел, чтобы я понемногу узнавал об этом по ходу работы, чтобы исследовал и продолжал развивать персонажа, создавая его по мере того, как я буду находиться перед камерой»[66].

Кроме того, Джош Бролин появляется в роли Таноса, взяв на себя роль Демиона Пуатье, ранее исполнявшего эту роль. Шон Ганн заменял Бролина на съёмочной площадке, и также исполнил роль Краглина Обфонтери, Опустошителя и первого помощника Йонду. Алексис Денисоф повторил роль Другого, повелителя армии Читаури и визиря Таноса из фильма «Мстители» (2012). Офелия Ловибонд исполнила роль Карины́, рабыни Коллекционера; Питер Серафинович исполнил роль Денариана Гартана Саала, офицера Корпуса Нова; Грегг Генри сыграл роль дедушки Квилла, а Лора Хэддок роль Мередит Квилл, матери Квилла; Мелия Крейлинг сыграла Берит; Кристофер Фэйрбэнк сыграл роль Брокера, а Микаэла Гувер — помощницу Новы Прайм; Марама Корлетт играет питбосса в баре, Бут, Эмметт Дж. Скэнлан стража охраны Новы, а Алексис Родни заключённого Молока Дар; Том Проктер исполнил роль Хоруза, участника Опустошителей, а Спенсер Уилдинг роль тюремного охранника, конфисковавшего плеер Квилла. Актёр-собака Фред исполняет роль Космо. Стивен Блэкхарт сыграл роль второго плана. Наоми Райан также сыграла в фильме роль второго плана, но в окончательной версии она была вырезана. Режиссёр фильма Джеймс Ганн исполнил роль одного из Сакаарианских воинов; Стэн Ли исполнил роль Ксандарианского ловеласа. Ллойд Кайфман исполнил роль заключённого в тюрьме «Килн», а Нейтан Филлион озвучил одного из заключённых; Роб Зомби сыграл Навигатора Опустошителей; Композитор Тайлер Бейтс сыграл пилота Опустошителей, а Сет Грин озвучил Утку Говарда.

## Создание

### Сценарий
О планах снять фильм про Стражей Галактики впервые сообщил глава Marvel Studios Кевин Файги в 2010 году во время фестиваля San Diego Comic-Con. Через два года Файги сообщил, что фильм вошёл в активную стадию разработки. Дату выхода утвердили на 1 августа 2014 года, а в команду войдут Звёздный Лорд, Дракс Разрушитель, Гамора, Грут и Ракета. На San Diego Comic-Con показали два концепт-арта: на одном был изображён енот Ракета, на другом — вся команда. В августе 2012 года режиссёр Джеймс Ганн начал переговоры о съёмках кинокомикса. Также рассматривались кандидатуры Пейтона Рида и дуэт Анны Боден и Райана Флека. Режиссёр «Мстителей» и творческий консультант фильмов, предшествующих второй части «Мстителей», Джосс Уидон положительно высказался о назначении Ганна на должность режиссёра.
В 2009 году Николь Перлман поступила на программу обучения сценаристов Marvel. Ей показали список известных персонажей для написания сценария. Перлман выбрала Стражей Галактики Дэна Абнетта и Энди Ланнинга из-за своей любви к космосу и научной фантастике. С 2009 по 2011 год Перлман написала 10 черновиков. Она неоднократно меняла состав команды, даже задействовала первый состав 1969 года. В итоге Перлман остановилась на версии Абнетта и Лэннинга. В первых черновиках главным героем был Нова, но руководитель программы обучения сценаристов Нейт Мур предложил поменять персонажа на Звёздного Лорда. В других черновиках типаж Звёздного Лорда напоминал Хана Соло. Перлман использовала песни 1980-х и 1990-х годов, которые слушала в детстве. В итоге Ганн составил свой поп-микстейп из песен 1960-х и 1970-х годов. В начале 2012 года Ганну предложили стать сценаристом. В итоге он полностью переписал сценарий. Пытаясь донести свои идеи до Marvel, Ганн вдохновился фильмом «Грязная дюжина». В сентябре 2012 года Ганн подписал контракт на должность режиссёра и сценариста кинокомикса.
По словам Ганна, черновик Перлман сильно отличался от финальной версии сценария, так как в нём был другой сюжет, другие арки персонажей и отсутствовал плеер Walkman. В сценарии, датированном 2012 годом, фигурировал Джей’Сон. Он был императором и отцом Питера Квилла / Звёздного Лорда, как в комиксах. Но Marvel попросила Уидона перечитать сценарий перед премьерой «Эры Альтрона». Уидону не понравилась задумка и предложил Marvel не делать Питера частью королевской семьи. Во время работы над сценарием возникал вопрос, нужно ли делать Ракету членом Стражей или вообще использовать этого персонажа, так как были опасения, что Ракета может показаться слишком мультяшным героем. В некоторых черновиках его вычёркивали. Однако Перлман считала необходимым появление Ракеты и обрадовалась решению Файги оставить персонажа в сценарии из-за любви к Ракете. В августе 2012 года Marvel попросила Криса Маккоя переписать сценарий Перлман, но его имя не попало в титры финальной версии фильма.
Ганн считал знакомство с персонажами «труднейшей сценой для понимания», а появление Таноса — сложнейшей. По мнению Ганна, появление Таноса было наиболее полезным в КВМ, чем в «Стражах Галактики». При этом он по-прежнему хотел, чтобы Танос появился в фильме, и не принижать фактического антагониста фильма Ронана. Пытаясь решить дилемму, Ганн заставил Ронана убить визиря Таноса Другого. Также в черновиках Перлман Танос был главным злодеем фильма. Уидон поинтересовался у Ганна, можно ли сделать Таноса антагонистом. В итоге Ганн сократил экранное время персонажа.

### Подбор актёров
В ноябре 2012 года Джоэл Эдгертон, Джек Хьюстон, Джим Стёрджесс, Эдди Редмэйн и Ли Пейс пробовались на роль Питера Квилла. Через неделю в начале декабря Пейс подтвердил своё участие на пробах. Также на роль пробовались Закари Ливай, Адам Броди, Джозеф Гордон-Левитт, Майкл Розенбаум и Джон Галлахер мл.. В феврали 2013 года роль получил Крис Прэтт. Он подписал контракт на съёмки в нескольких фильмах Marvel. Помимо Прэтта, основным фаворитом на роль был Гленн Хоуэртон. В марте Дейв Батиста подписал контракт на исполнение роли Дракса Разрушителя. Среди других претендентов на роль были Исайя Мустафа, Брайан Патрик Уэйд, Джейсон Момоа и Чедвик Боузман. Момоа отказался пробоваться на роль, так как считал героя похожим на многих персонажей, ранее сыгранных актёром. Также Момоа не хотел снова играть типаж «грубияна».
В апреле 2013 года Зои Салдана начала переговоры о роли Гаморы. В конце того же месяца кандидатуру актрисы утвердили. Ранее роль предлагали Аманде Сейфрид, но она отказалась, потому что не хотела много часов сидеть в гримёрке и сомневалась в коммерческом потенциале фильма. Также на роль пробовалась Лупита Нионго. В апреле Майкл Рукер получил роль Йонду Удонты, а Офелия Ловибонд — второстепенную. В это время Ли Пейс начал заключительные переговоры о роли злодея. В мае Marvel предложила Джону Си Райли сыграть Романна Дея. Продюсеры рассматривали кандидатуры Хью Лори, Алана Рикмана и Кэна Ватанабэ, а Кристофер Маркус и Стивен Макфили дописывали сценарий. Через пару дней Гленн Клоуз утвердили на роль главы Корпуса Нова, а Карен Гиллан — на роль главной злодейки. В июне 2013 года Бенисио дель Торо присоединился к актёрскому составу фильма. Он заключил с Marvel контракт на несколько фильмов. В этом же месяце Райли утвердили на роль Романна Дея.
В июле 2013 года после начала съёмок Ганн и актёры посетили фестиваль San Diego Comic-Con. На мероприятии подтвердили участие Пейса (Ронан Обвинитель), Гиллан (Небула), Дель Торо (Коллекционер), Джимона Хонсу (Корат) и Гленн Клоуз (Ирани Раэль / Нова Прайм) в съёмках кинокомикса. Также на фестивале Файги сообщил, что Танос появится в фильме. Позже Marvel объявила, что Брэдли Купер озвучит Ракету, а Вин Дизель — Грута. Брат Джеймса Ганна Шон исполнил несколько ролей. Во время съёмок он сыграл Ракету в хромакейном костюме. Также Шон сыграл Краглина Обфонтери. Сцена в середине титров «Царства тьмы» раскрыла роль Ловибонд. Она сыграла Карину, рабыню Коллекционера. В мае Джош Бролин получил роль Таноса. Позже Файги подтвердил, что Бролин озвучит и сыграет персонажа в костюме захвата движения. Большую часть фильма Танос общается с помощью голограммы, хотя и появляется в сцене с Ронаном и Небулой. «Танос и его последователи образуют большую связующую нить. В будущем эта нить приведёт зрителей к фильмам про Мстителей», — делился Файги.

### Съёмки
В январе 2013 года для съёмок выбрали британскую киностудию «Шеппертон». В это время Marvel Studios объявила, что фильм выпустят в формате 3D. Исполнительный продюсер Виктория Алонсо сообщила, что съёмки начнутся в июне, а Ракета и Грут будут созданы с помощью комбинации CGI и захвата движений. В марте 2013 года Файги отметил, что 95 % фильма будут происходить в космосе. Тем временем скульптор, создавший доспехи и шлем Дарта Вейдера, Брайан Мьюир подтвердил своё участие в съёмках.
Съёмки стартовали 6 июля 2013 года в Лондоне. Рабочее название проекта — Full Tilt (с англ. — «Полным ходом»). Производство картины велось в павильонах студии «Шеппертон» и Longcross Studios. 11 августа 2013 года съёмки начались на лондонском мосту Миллениум, выступившем в роли планеты Ксандар. 12 октября 2013 года Ганн объявил в соцсетях о завершении съёмок. Во время съёмок Ганн старался использовать как можно больше практических эффектов ради упрощённого использования CGI-графики и захвата движений. На создание тюрьмы Килн потребовалось 350 000 фунтов стали. Съёмка велась камерами Arri Alexa XT. Для вступительной сцены 1980-х годов оператор-постановщик Бен Дэвис использовал объективы JDC Cooke Xtal (Crystal) Express. Остальную часть фильма Дэвис запечатлел объективами Panavision Primos. Пытаясь добиться правильного освещения каждой сцены, Дэвис тесно работал с художником-постановщиком Чарльзом Вудом. Дэвис несколько раз снимал сцены с компьютерными персонажами Ракетой и Грутом. Один дубль отсняли с ними, второй без них. Disney немного превысила согласованный бюджет картины. Он составил 232,3 миллиона долларов. Согласно ранним оценкам, бюджет оценивался в 170 млн долларов.
Художник по гриму и спецэффектам Дэвид Уайт делал слепки голов и тел актёров. Он старался не ориентироваться на современный дизайн существ, чтобы он не вписывался в уникальный мир, придуманный Ганном. Пластический грим нанесли свыше 1000 статистам. Свыше 2000 статистов носили грим разного цвета — жёлтого, голубого и розового в соответствии с инопланетной расой. Также Уайт сделал две куклы Ракеты в натуральную величину и бюст Грута. Ганн пытался воссоздать «красочный научно-фантастический мир» и задействовать элементы криминальных фильмов 1950-х и 1960-х годов. В качестве примера он привёл космические корабли Опустошителей и сравнил их с маслкарами. Художник-фантаст Крис Фосс помог придумать окончательный дизайн некоторых космических кораблей, появившихся в фильме. Источниками вдохновения для Ганна при создании кинокомикса послужили серия видеоигр Mass Effect, персонаж Флэш Гордон, сериал «На краю Вселенной» и киноэпопея «Звёздные войны».
В фильме 2750 кадров с графикой. Примерно 90 % фильма состоит из визуальных эффектов. Они создавались студиями: Moving Picture Company (Грут, Мораг, Ксандар, «Тёмная астра» и финальной бой на Ксандаре); Framestore (Ракета, декорации тюрьмы Килн и Забвение); Luma Pictures (Танос); Method Studios (Сфера, голографические дисплеи в командном центре Корпуса Нова); Lola VFX; Cantina Creative; Sony Pictures Imageworks (Утка Говард и «Тёмная астра»; CoSA VFX; Secret Lab; Rise Visual Effects Studios и Technicolor VFX. Пре- и поствиз делали Proof и The Third Floor. Также Proof помогали в создании Ракеты и Грута.

### Музыка
В качестве композитора выступил Тайлер Бэйтс. Сначала он написал музыку, под которую Ганн снимал фильм, а потом саму партитуру к фильму. Ганн использовал песни 1960-х и 1970-х годов, такие как «Hooked on a Feeling», и включил их в микстейп Квилла. Треки звучали в плеере Walkman, что позволяет Квиллу оставаться на связи с Землёй, домом и семьёй, которую он потерял.
При подборе песен Ганн ориентировался на чарты Billboard, в которых были представлены главные хиты 1970-х годов. Он скачал несколько сотен треков и создал плейлист для песен, которые подходили бы фильму по тону. Многие песни звучали на съёмочной площадке, чтобы помочь «актёрам и операторам найти идеальный ритм для кадра». «Moonage Daydream» Дэвида Боуи стала единственной песней, которую выбрали и добавили во время пост-продакшна. Изначально во вступительной сцене звучал трек «Hooked on a Feeling». Но Ганну лучше подошла песня «Come and Get Your Love».
29 июля 2014 года лейбл Hollywood Records выпустил три альбома: музыка Тайлера Бэйтса к фильму; «Стражи Галактики: Улётный микс. Часть 1», в который вошло двенадцать треков из плеера Квилла, и расширенные версии двух альбомов. В августе 2014 года альбом с песнями Квилла достиг вершины чарта Billboard 200, став первым в истории альбомом с ранее выпущенными треками, который возглавил чарт. 28 июня 2014 года Hollywood Records выпустил кассетную версию альбома «Улётный микс. Часть 1» в качестве эксклюзива для участников Дня музыкального магазина.

## Прокат

### Сборы
«Стражи Галактики» собрали 333,7 миллиона долларов в Северной Америке и 439,6 миллиона долларов в остальных странах. Мировые сборы картины составили 773,3 миллиона долларов. В 2014 году лента стала третьим кассовым фильмом КВM после «Мстителей» и «Железного человека 3». Картина заняла третью строчку в списке кассовых фильмов 2014 года после блокбастеров «Трансформеры: Эпоха истребления» и «Хоббит: Битва пяти воинств» и стала кассовым фильмом про супергероев 2014 года. В первый уик-энд фильм собрал 160,7 миллиона долларов в мировом прокате. Deadline Hollywood подсчитал, что прибыль фильма составила 204,2 миллиона долларов с учётом производственного бюджета, маркетинга и других расходов. Кассовые сборы и доход от продажи на физических носителях позволили «Стражам Галактики» занять пятое место в списке «Самых ценных блокбастеров» 2014 года.

### Критика
Журналист издания Variety Скотт Фундас писал, что кинокомикс очень пытается угодить, а дерзкий юмор придаёт фильму бодрости. Фундас похвалил игру Прэтта и работу оператора Бена Дэвиса, художника Чарльза Вуда и гримёра Дэвида Уайта. Рецензент The Hollywood Reporter Джастин Лоу похвалил визуальный ряд кинокомикса. «„Стражи Галактики“ — легкомысленный и самореферентный кинокомикс, наполненный множеством экшна, некоторыми смешными моментами и парой красивых и трогательных сцен», — делился обозреватель Ричард Роупер из газеты Chicago Sun-Times. Джейк Койл из Ассошиэйтед Пресс критически отозвался о фильме. По его словам, фильм получился перегруженным, а спецэффекты перекрыли многие шутки. Повсеместные киноотсылки мешают «Стражам» быть самостоятельным художественным произведением. Также Койл расстроился, что героям Клоуз, Рейли и дель Торо уделили мало экранного времени.
По данным газеты China Daily, в Китае кинокомикс вызвал смешанные отзывы от зрителей. Они жаловались на плохой перевод субтитров, который испортил удовольствие от просмотра и затруднил понимание юмора. Создатель Дракса, Гаморы и Таноса Джим Старлин назвал «Стражей Галактики» лучшим на данный момент фильмом Marvel. Картина произвела на режиссёра Стивена Спилберга наибольшее впечатление. В 2017 году «Стражи Галактики» вошли в список 100 величайших фильмов всех времён по версии журнала Empire, став самым успешным фильмом КВM в данном списке.

### Награды и номинации
Фильм был удостоен множества наград и номинаций в различных категориях. Особое признание получили актёрская игра (в основном Криса Прэтта), грим и визуальные эффекты. Фильм получил две номинации на 87-й церемонии вручения премии «Оскар», в том числе в категории «Лучшие визуальные эффекты». На 42-й церемонии вручения премии «Энни» фильм получил номинацию в категории «Выдающиеся достижения в области анимации персонажей в живом действии». На 68-й церемонии вручения премии Британской Академии киноискусства фильм были номинирован в категориях «Лучший грим и причёски» и «Лучшие визуальные эффекты». На 20-й церемонии вручения премии «Выбор критиков» фильм получил пять номинаций и завоевал две награды. На 41-й церемонии вручения премии «Сатурн» фильм получил четыре из девяти номинаций.

## Комментарии
1. ↑  Также известен как «Стражи Галактики. Часть 1» (англ. Guardians of the Galaxy Vol. 1)[4][5].